# 致良知
致良知，即是指通過自省以实现良知，是明朝大儒王阳明创立的心学的核心思想之一。“致良知”学说对后世儒家、汉字文化圈都有深远影响。“致良知”是中国儒、释、道三家思想融合的产物。

## 流源
“良知”一词，出自孟子的著作《孟子·尽心上》：
| 人之所不学而能者 ，其良能也 ， 所不虑而知者 ，其良知也。 |

而儒家经典《大学》也有“致知在格物”的语句。

## 阳明学

### “致良知”的定义
王阳明认为，“良知”是心的本体，认为“至善者，心之本体”。而“心”与“良知”的关系在王阳明《传习录》中有明确描述，是：
| 心者身之主也，而心之虚灵明觉，即所谓本然之良知也。 |

| 夫良知即是道，良知之在人心，不但圣贤，虽常人亦无不如此。若无有物欲牵蔽，但循着良知发用流行将去，即无不是道。 |

王阳明的“良知”概念，出自孟子，但又有进一步的阐发。王阳明认为“良知即天理”。王阳明采纳结合了《大学》中的“致知”思想，遂提出“致良知”之说。当时明朝中叶，传统的程朱理学已走向死板僵化，与科举紧密结合，走向形式化。而理学在理论上没能有大的突破。王阳明提出“致良知”新说，是儒家的一大理论创新。“致良知”可以看作是一种实践论。王阳明虽认为“良知”是“心”的本体，但也倡导“良知是虚，功夫是实，知行合一”，说的是在本体上虽无需用功，但认知与实践、功夫与本体应该融会贯通，合为一体。

### “致良知”历史
据王阳明弟子王畿的《刻阳明先生年谱序》记载，王阳明是在谪居贵州龙场极端困苦的环境下提出“致良知”之学的，史称“龙场悟道”：
| 自幼即有志于圣人之学。盖尝范例于辞章，驰骋于才能，渐渍于老释，已乃折衷于群儒之言，参互演绎，求之有年而未得其要，及居夷三载，动忍增益，始超然有悟于‘良知’之旨。 |